# Piper PA-34 Seneca

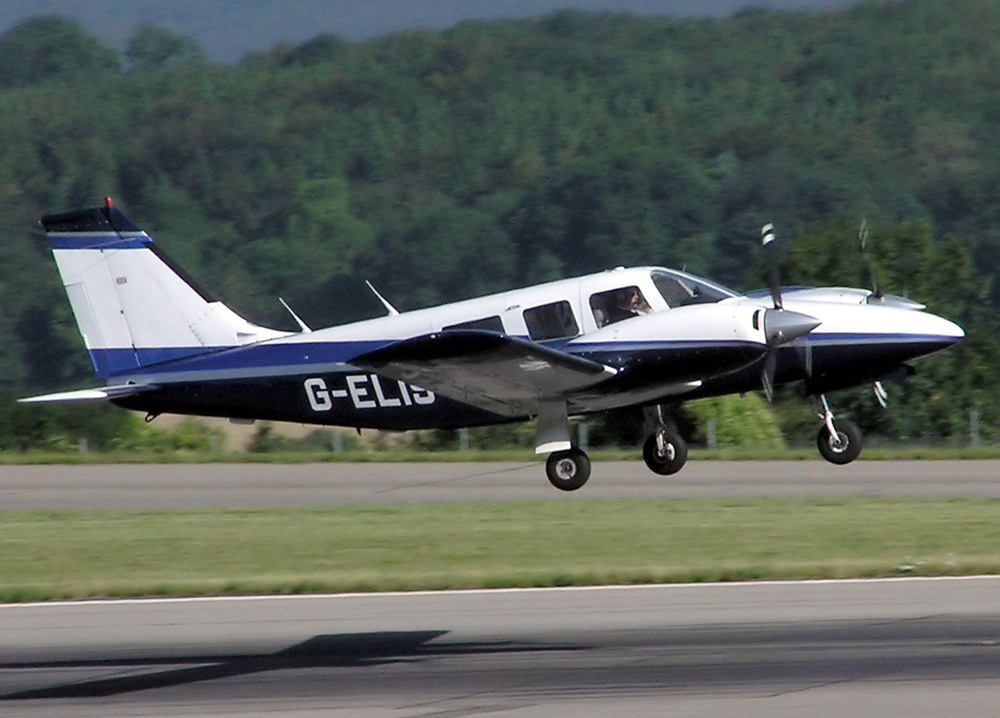
Piper Seneca II

De Piper PA-34 Seneca is een licht tweemotorig vliegtuig voor vijf of zes passagiers, dat sedert 1971 geproduceerd wordt door Piper Aircraft. Het wordt vooral gebruikt voor privé- en zakenreizen, maar ook als luchttaxi, voor chartervluchten of voor pilotentraining. Het is uitgerust met twee zuigermotoren en heeft geen drukcabine.

## Geschiedenis
De PA-34 werd ontwikkeld op basis van de eenmotorige Piper PA-32 Cherokee Six. Het prototype was een Piper Cherokee Six die naast zijn eigen motor in de neus was voorzien van een motor aan elke vleugel en als driemotorig toestel werd gevlogen. Later besloot men om een tweemotorig toestel te ontwikkelen, de Twin Six. Het prototype daarvan, de PA-34-180 Twin Six, met twee Lycoming O-360 zuigermotoren van 180 pk (135 kW), vloog in april 1967. Het had een vast, niet-intrekbaar landingsgestel. Een tweede prototype werd uitgerust met een intrekbaar gestel en een grotere verticale staartvin. Het derde en laatste prototype, dat eind 1969 vloog, was uitgerust met Lycoming IO-360-motoren van 200 pk (150 kW) met brandstofinjectie (vandaar de "I"). Voor de serieproductie werd de naam Seneca gekozen, in de traditie van Piper om namen van Indianenvolkeren te geven aan haar vliegtuigtypes. De eerste serie-exemplaren van de PA-34-200 Seneca werden geleverd op het einde van 1971.
De  motoren in de Seneca zijn contra-roterend: de krukassen in de motoren roteren in tegengestelde richting. Dit komt de bestuurbaarheid van het toestel ten goede als een motor uitvalt. Dit maakt het toestel ook geschikt als opleidingsvliegtuig.
In 1974 kwam Piper met een nieuw model, de PA-34-200T Seneca II met Continental TSIO-360-E motoren met turbolader (vandaar de "T"). Het had betere prestaties en bestuurbaarheid dan het oorspronkelijke model.
De PA-34-220T Seneca III kwam uit in 1981 en had een herzien interieur en instrumentenpaneel. De motoren waren TSIO-360s van 220 pk (165 kW).
In 1994 werd de PA-34-220T Seneca IV geïntroduceerd, een verbeterde versie waarvan er relatief weinig werden gebouwd (71 exemplaren).
In 1997 kwam de anno 2010 actuele versie, de PA-34-220T Seneca V uit. Deze heeft twee Teledyne Continental TSIO-360-RB motoren van 165 kW met turboladers en luchtkoelers. De Seneca V is standaard uitgerust met vijf zitplaatsen. Optioneel kan een extra zesde zetel in plaats van het standaard voorziene werkstation geïnstalleerd worden.
Piper heeft in totaal reeds ongeveer 4750 Seneca's gebouwd. Het toestel is ook onder licentie gebouwd in Brazilië door Embraer als de EMB-810 (meer dan 870 exemplaren) en door PZL-Mielec in Polen (ongeveer 33 Seneca II's als PZL M-20 Mewa).

## Gegevens voor de PA-34-220T Seneca V

### Prestaties
- Max. snelheid 379 km/h
- Max. kruissnelheid 365 km/h
- Max. stijgsnelheid 7,87 m/s
- Overtreksnelheid 113 km/h
- Plafond 7.620 m
- Max. vliegbereik 1.533 km

### Gewicht
- leeggewicht 1532 kg
- Max. startgewicht 2155 kg

### Afmetingen
- Spanwijdte: 11,85 m
- Lengte: 8,72 m
- Hoogte: 3,02 m
- Vleugeloppervlakte: 19,4 m2
- Vleugelprofiel: NACA 652-415 (laminair)

### Motoren
- 2 x Teledyne Continental TSIO-360-RB zescilinder boxermotor, 220 pk (165 kW) elk